# María Cecilia O'byrne
María Cecilia O'byrne es una arquitecta, investigadora, académica y gestora colombiana, destacada por su acabado estudio e investigación de la obra del arquitecto franco-suizo Le Corbusier.

## Trayectoria
O'byrne se tituló en 1988 como arquitecta por la Universidad de los Andes en Bogotá, Colombia. En 1993 obtuvo su maestría en Historia, Arte, Arquitectura y Ciudad en la Universidad Politécnica de Cataluña en España y entre 2001 y 2008 cursó su doctorado en Proyectos Arquitectónicos en la misma institución con la tesis “El proyecto para el hospital de Venecia de Le Corbuiser”.
De regreso en Colombia, O'byrne volvió a la Universidad de los Andes como profesora adjunta y asumió la dirección de la revista Dearq entre 2008 y 2010. Tras su experiencia doctoral, O'byrne ha principalmente desarrollado investigaciones sobre el trabajo de Le Corbusier tanto en Colombia como en el resto del mundo para "para controvertir y revalorar a Le Corbusier en el medio colombiano".

## Reconocimientos
En 2012 obtuvo mención en la Categoría de Divulgación y Publicaciones de la XXIII Bienal Colombiana de Arquitectura por el proyecto "Casa+casa+casa= ¿ciudad? Germán Samper: Una investigación en vivienda", junto a la arquitecta Marcela Ángel Samper. La misma publicación obtuvo el segundo premio en la categoría Teoría, historia y crítica de la arquitectura, el urbanismo y el paisaje de la BAQ 2012
En 2014 O'byrne ganó la misma categoría de la XXIV Bienal Colombiana de Arquitectura con su libro "Le Corbusier en Bogotá 1947-1951"

## Publicaciones
- 2010 — Le Corbusier en Bogotá, 1947–1951 - Vol. 1 y 2
- 2011 — Espirales, laberintos y esvásticas en los museos de Le Corbusier, 1928–1939
- 2012 — Casa+casa+casa= ¿ciudad? – Germán Samper, Una investigación en vivienda con Marcela Ángel Samper
- 2015 — Le Corbusier en la arquitectura instalada en su sitio: Los museos de Ahmedabad y Tokio
- 2018 — La obra arquitectónica de Le Corbusier: una contribución excepcional al movimiento moderno: las 17 obras declaradas patrimonio de la humanidad con Ingrid Quintana y Ricardo Daza
- 2020 — Mensajes de modernidad en la revista Proa. Publicidad en pauta y contenidos 1946-1962 con Luz Mariela Gómez, Hernando Vargas, Manuel Sánchez y Alfonso Arango.